# 洛马索
洛马索（義大利語：Lomaso），是意大利特伦蒂诺-上阿迪杰大区特伦托自治省科马诺泰尔梅市镇的一个分区。总面积41平方公里，人口1658人，人口密度40.4人/平方公里（2009年）。ISTAT代码为022107。
之前为单独的市镇。2010年1月1日洛马索和下布莱焦市镇合并为新的科马诺泰尔梅市镇。